# Boreohydra
Boreohydra is een geslacht van neteldieren uit de familie van de Boreohydridae.

## Soort
- Boreohydra simplex Westblad, 1937